# Novak (film)
Novak è un film del 2009 diretto da Andrés Andreani.

## Trama
Lucia arriva a Buenos Aires con una missione, prendersi cura di Béla Tarr, regista ungherese giunto in città per presentare il suo film al "Buenos Aires Independent Film Festival". Lucia incontra Pablo, che si presenta come l'angelo del regista. Insieme i due si uniranno a Laszlo Novak in una tragica avventura, spostandosi tra Cielo e terra alla ricerca del suo film perduto.

## Citazioni cinematografiche
- Lucía menziona i film Yo dormí con un fantasma (1949), Io non sono qui (2007), Luego (2008)  e il corto Hoy no estoy (2007).
- Pablo menziona i film Lynch (2007), Cómo estar muerto/Como estar muerto (2008) e assiste alla proiezione del film L'uomo di Londra (2007).
- Nel film appaiono i poster dei film El nido vacío (2008) e Sex and the City (2008).
- Diversi personaggi menzionano il film Liverpool (2008).